# Szachtar Makiejewka
Szachtar Makiejewka (ukr. Футбольний клуб «Шахтар» Макіївка, Futbolnyj Kłub "Szachtar" Makijiwka) – ukraiński klub piłkarski z siedzibą w Makiejewce, w obwodzie donieckim.
W latach 1994–1999 występował w rozgrywkach ukraińskiej Pierwszej Lihi, a w latach 1992-1994 w rozgrywkach ukraińskiej Drugiej Lihi.

## Historia
Chronologia nazw:
- 1981—1995: Bażanoweć Makiejewka (ukr. «Бажановець» Макіївка)
- 1995—2005: Szachtar Makiejewka (ukr. «Шахтар» Макіївка)

W 1981 w Makiejewce z inicjatywy Komsomołu kopalni imienia W.M. Bażanowa Spółki Produkcyjnej "Makijiwwuhilla" założono drużynę piłkarską, która reprezentowała przedsiębiorstwo. W 1981 zespół Bażanoweć Makiejewka startował w rozgrywkach II grupy mistrzostw obwodu donieckiego, zdobywając mistrzostwo i awans do I grupy. W 1982 został mistrzem obwodu donieckiego, a w 1983 w obwodowym turnieju finałowym wywalczył prawo uczestniczyć w Mistrzostwach Ukraińskiej SRR spośród zespołów amatorskich, w której z przerwami występował do 1989 roku.
Po rozpadzie ZSRR Ukraina założyła własną federację piłkarską i zaczęła prowadzić własne mistrzostwa piłkarskie. W 1992 roku z nową nazwą Bażanoweć Makiejewka zgłosił się do rozgrywek Mistrzostw Ukrainy i trafił do Przejściowej Lihi (czwarta liga), gdzie zajął pierwsze miejsce w swojej grupie. W sezonie 1992/1993 występował w Drugiej Lihi, a w następnym sezonie zajął pierwsze miejsce i zdobył awans do Pierwszej Lihi. Latem 1995 powrócił do nazwy Szachtar Makiejewka. Po zakończeniu rundy jesiennej sezonu 1998/1999 przez nieuregulowanie wpłaty do Biura PFL został ukarany ujęciem 6 punktów. W rundzie wiosennej zrezygnował z dalszych występów w Pierwszej Lidze. Klub pozbawiono statusu profesjonalnego i w rundzie wiosennej uznano porażki.
Potem jako drużyna amatorska występowała w Mistrzostwach obwodu donieckiego. W zespole grali przeważnie piłkarze z oddziału Akademii Piłkarskiej Szachtara Donieck. Po kilku latach, klub w końcu zniknął z mapy piłkarskiej Ukrainy. 

## Sukcesy
- 9 miejsce w Pierwszej Lidze: 1995/1996
- wicemistrz Drugiej Ligi: 1993/1994
- mistrz Przejściowej Ligi: 1992
- 4 miejsce w Mistrzostwach Ukraińskiej SRR spośród zespołów amatorskich: 1984
- mistrz obwodu donieckiego (3x): 1982, 1985, 1986
- finalista Pucharu obwodu donieckiego: 1987

## Inne
- Chołodna Bałka Makiejewka
- Kiroweć Makiejewka
- Makijiwwuhilla Makiejewka